# Walter Calzoni
Walter Calzoni (Brescia, 8 augustus 2001) is een Italiaanse wielrenner die vanaf 2023 voor Q36.5 Pro Cycling Team uitkomt. Voor deze Zwitserse ploeg tekende Calzoni een vierjarig contract.

## Overwinningen
2022
Jongerenklassement Belgrado-Banja Luka
1e etappe Ronde van Małopolska
Jongerenklassement Ronde van Małopolska
2023
Jongerenklassement Ronde van Rwanda

## Resultaten in voornaamste wedstrijden
|      | \| Jaar \| Amstel Gold Race \| Ronde van Lombardije \| Strade Bianche \| Waalse Pijl \| \| ---- \| ---------------- \| -------------------- \| -------------- \| ----------- \| \| 2023 \| opgave \| opgave \| 53e \| \| \| 2024 \| 85e \| \| opgave \| opgave \| |                      |                |             |
| Jaar | Amstel Gold Race | Ronde van Lombardije | Strade Bianche | Waalse Pijl |
| 2023 | opgave | opgave               | 53e            |             |
| 2024 | 85e |                      | opgave         | opgave      |

## Ploegen
- 2022 –  Gallina Ecotek Lucchini Colosio
- 2023 –  Q36.5 Pro Cycling Team
- 2024 –  Q36.5 Pro Cycling Team
- 2025 –  Q36.5 Pro Cycling Team

Abreha · Badilatti · Bauer · Brambilla · Calzoni · Camprubi · Christen · Colombo · Conca · Davis · Devriendt · Donovan · Fedeli · Hagen · Howson · Ludvigsson · Małecki · Monk · Moschetti · Parisini · Puppio · Rosskopf · Sajnok · Zukowsky · Novák (stagiair)
Abreha · Azparren · Badilatti · Brambilla · Calzoni · Camprubi · Christen · Colombo (vanaf 1/8) · Conca · de la Cruz · Devriendt · Donovan · Fancellu · Frison · Hagen · Howson · Ludvigsson · Małecki · Monk · Moschetti · Nizzolo · Parisini · Rosskopf · Sajnok · Steimle · Townsend · Whelan · Zukowsky · Krijnsen (stagiair) · Sommer (stagiair)